# SVR (album)
SVR è un album di due rapper della città di Sevran, Kaaris e Kalash Criminel, pubblicato il 28 gennaio 2022. Questo è il settimo album di Kaaris e il quarto album di Kalash Criminel.

## Storia
Quattro anni dopo la loro ultima collaborazione sul titolo Bling Bling con Sofiane, tratto dal quarto album di Kaaris, Dozo, Kaaris e Kalash Criminel annunciano, il 2 dicembre 2021, un album congiunto intitolato SVR per il 28 gennaio 2022. Sarà composto da 15 titoli tra cui due bonus track in edizioni da collezione (una solo di Kaaris e una solo di Kalash Criminel).
Il 10 dicembre 2021 i due rapper hanno svelato il primo estratto dell'album intitolato Tchalla, il cui titolo rende omaggio al personaggio di Black Panther dell'universo Marvel interpretato dal compianto Chadwick Boseman.
Il 7 gennaio 2022 hanno pubblicato il secondo singolo dall'album intitolato Tu dois des sous. La clip è stata girata in Germania, in particolare a Francoforte sul Meno e Magonza.
Il 19 gennaio 2022, Kaaris e Kalash Criminel svelano la tracklist dell'album, composto da 15 titoli e un featuring con Freeze Corleone dal titolo Apocalypse · .
Il 28 gennaio 2022, per celebrare l'uscita dell'album, hanno pubblicato il video musicale del terzo singolo estratto dall'album intitolato Shooter.
Il 1 ° febbraio, Apocalypse si è classificato al numero uno della Top Singles.
Il 16 marzo 2022 hanno pubblicato il video musicale di Apocalypse con Freeze Corleone.

## Video
- Tchalla: 10 dicembre 2021
- Tu dois des sous: 7 gennaio 2022
- Shooter: 28 gennaio 2022
- Apocalypse (feat. Freeze Corleone): 16 marzo 2022

## Tracce
1. C’est nous les O.G – 2:47 (musica: Twang Beats)
2. Les Abymes – 2:47 (musica: Grand Prêtre (MōC))
3. Tu dois des sous – 3:34 (musica: Therapy, Ruffsound, Kable Beatz)
4. Tchalla – 3:45 (musica: Therapy 2093, Ruffsound, Kable Beatz)
5. Sur le banc – 2:45 (musica: Boumidjal X, Holomobb)
6. Shooter – 2:43 (musica: Boumidjal X, Holomobb)
7. Angle mort – 2:09 (musica: Seezy)
8. Apocalypse (feat. Freeze Corleone) – 3:50 (musica: Therapy, Flem, Congo Bill)
9. Goudronné – 3:01 (musica: Yahmanny)
10. King Von – 3:45 (musica: 999biggie, TWTbeats)
11. BBL – 3:13 (musica: Stan-E, Mohand)
12. Balistique – 3:07 (musica: Bass Tuner)
13. Tous les jours – 3:19 (musica: Rodi Lex)
14. Barillet – 2:54 (musica: Noxious, Arty)
15. Fiché S – 3:01 (musica: Trill Mango, 4093)

Tracce bonus
Edizione Kaaris
1. Démarre – 3:47 (musica: Bass Tuner)

Edizione Kalash Criminel
1. Démarre – 3:47 (musica: Bass Tuner)